# قمري شرقي
القُمْرِيٌّ الشرقي أو القُمْرِيٌّ الأَصْهَبُ (الاسم العلمي: Streptopelia orientalis)، طائر معروف حسن الصوت جميل المنظر ذو جسم رشيق بحجم الحمام تقريبا
وهو من أفضل الطيور المهاجرة طعما واكثرها شهرة وشعبية لدى هواة الصيد، حجمه حوالي 10.5 وطوله 11 بوصة حوالي 26سم

## المظهر الرئيسي
الأجزاء العلياء من جسم هذا الطائر لونها كستنائي باهت وبني أحمر مع وجود نقط سوداء في طرف الجناح داكن اللون
مع خطوط أبيض وأسود قليلة على جوانب الرّقبة
والعين حمراء مميزة
بينما إذا نظرت إلى أجزاؤه السفــلى ذات لون قرنفـلي خفيف
ومعظم ريش الذنب أسود مع اطار أبيض وهي علامه يعرف بها هذا الطائر عن غيرة عند الطيران
والأرجل مصبوغه باللون الأحمر
وذكر هذا الطائر وأنثاه متشابهان من حيث الشكل
وله اشكال أخرى ولكن هذا الغالب..),
,

## الموطن
هذه الحمامة تسكن جزء رئيسي من أوروبا ووسط آسيا وشمال أفريقيا وجزر الكناري.
منذ أواسط عام1970م، أصبح هذا النوع يمر بتدهور قوي حيث بدأت تتناقص أعدادة
وأسباب هذا التدهور هي دمار الموطن واستعمال المبيدات والصيد المفرط بطول خط طيران الهجرة والجفاف المتزايد للسهل ومناطق السودان
ويعيش القميري في الغا بات وبالقرب من المزارع..),

## الغذاء
هذا الحمام يمكن أن يتغذّى على البذور كمصدر أساسي للغذاء
بالرّغم من أنّ الحمامة أيضًا تتغذى على الطّعام الحيّ مثل الديدان.

## التناسل
تعشش القميريه في مكان منخفض في إحدى الأشجار
وتضع القميرية بيضتين لونهما أبيض
وتخرج الفراخ بعد حوالي 14 يوم من الحضانة
وينتج في موسم الصيف حوالي من 4 إلى 6 فروخ
جميع أنواع الطيور المهاجرة تنفتح شهيتها للأكل بشكل غريب قبل موسم الهجرة بشهر تقريباً ولا تنتظرقله الطعام حتى تطير وإلا فإنها لن تستطيع أن تقطع مثل هذه المسافات بدون الطاقة اللازمة، فتبدأ بالتهام كميات كبيرة من الغذاء من أجل أن تبني جسماً قوياً يستطيع مواصلة رحلة الهجرة، ولذلك نراها سمينة مكتنزة بالشحم.

## الهجرة
تهاجر الطيور بحثا عن ظروف معيشية أفضل ومناخ للراحة وتوفر الغذاءة. وأيضاً للتزاوج والتوالد.
يهاجر على شكل افواج يفوق عددها المئات ويستقر في المناطق المعتدلة في الجو والمائلة للبروده قليلا
وهو يطير في الليل وإذا ظهرالصباح وأشرقت الشمس يبدأ بالنزول في المكان الذي يكون موجود فيه بغض النظر عن نوعية المكان، من أجل الراحة والتزود بالغذاء والماء وخوفاً من الطيور الجارحة، ويواصل هجرتها عند حلول المساء
```
ويبدأ بالنزول على مرافع الجبال والأشجار الكبيرة وفي ظلال الأشجار (الطلح والرمث والأثل والعرفج والعوشز والسدر)
```

وهو هادئ في الصباح الباكر لا يتحرك كثيرا اما في الظهر فانه يكون حذر وحساس لأدنى حركة يطير ويرتفع في كبد السماء حتى يغيب عن الانظار ولا يستقر في مكانه أكثر من يوم حيث يبدأ بالطيران في نفس اليوم ويقطع القميري ما بين 80 إلى 90 كيلومتر تقريباً في الليلة الواحدة

## معرض صور

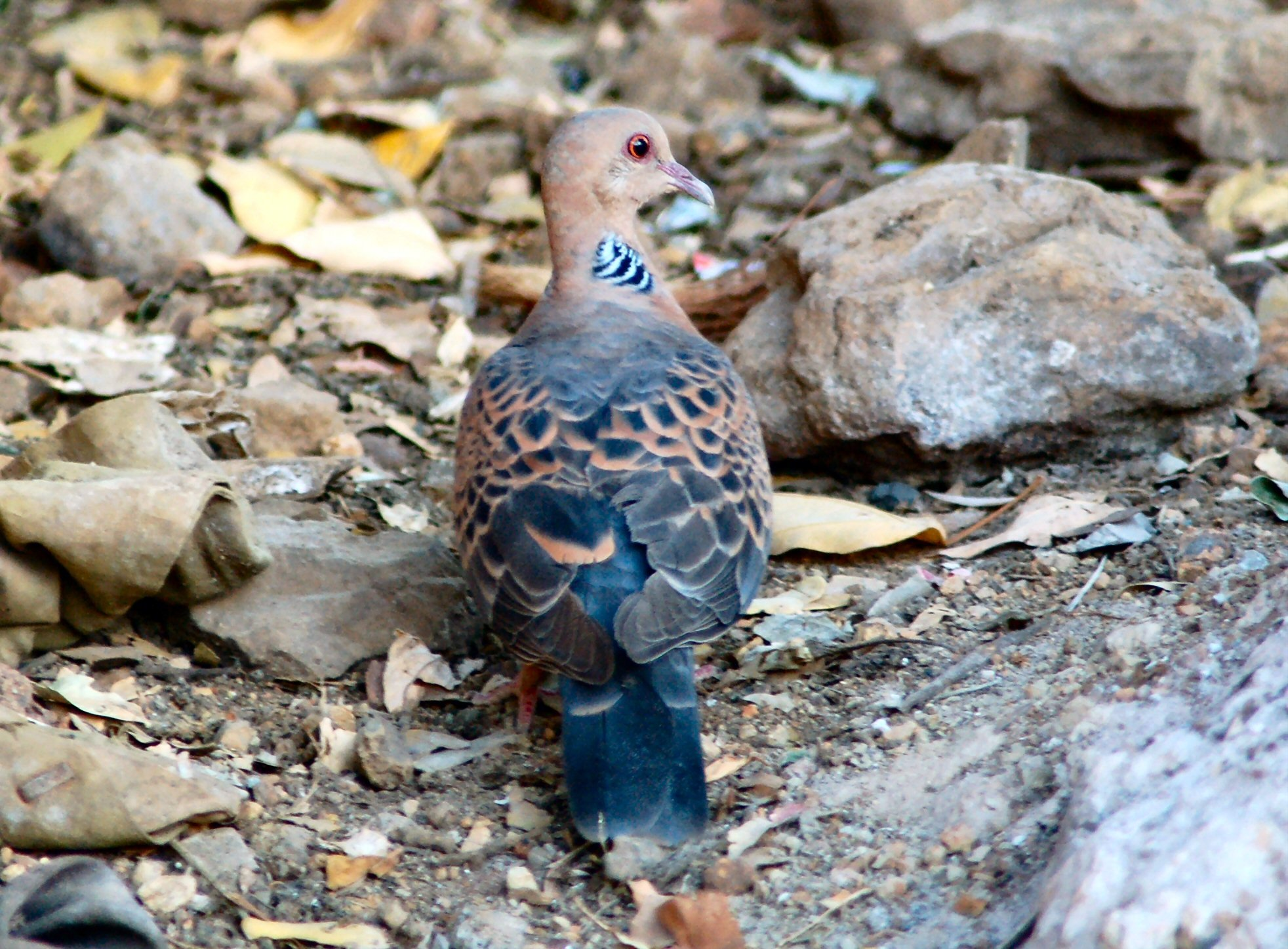
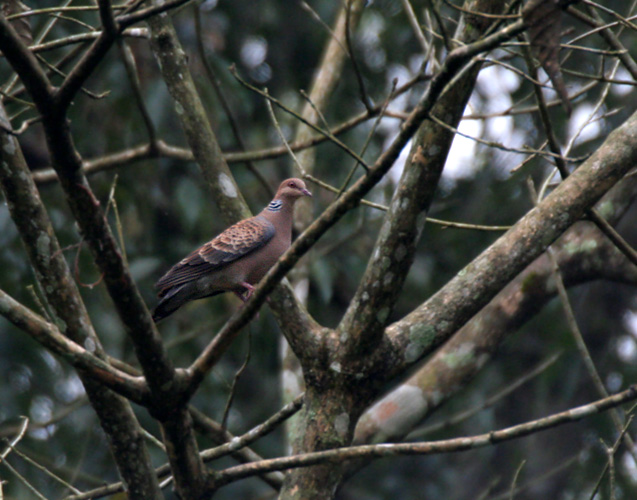
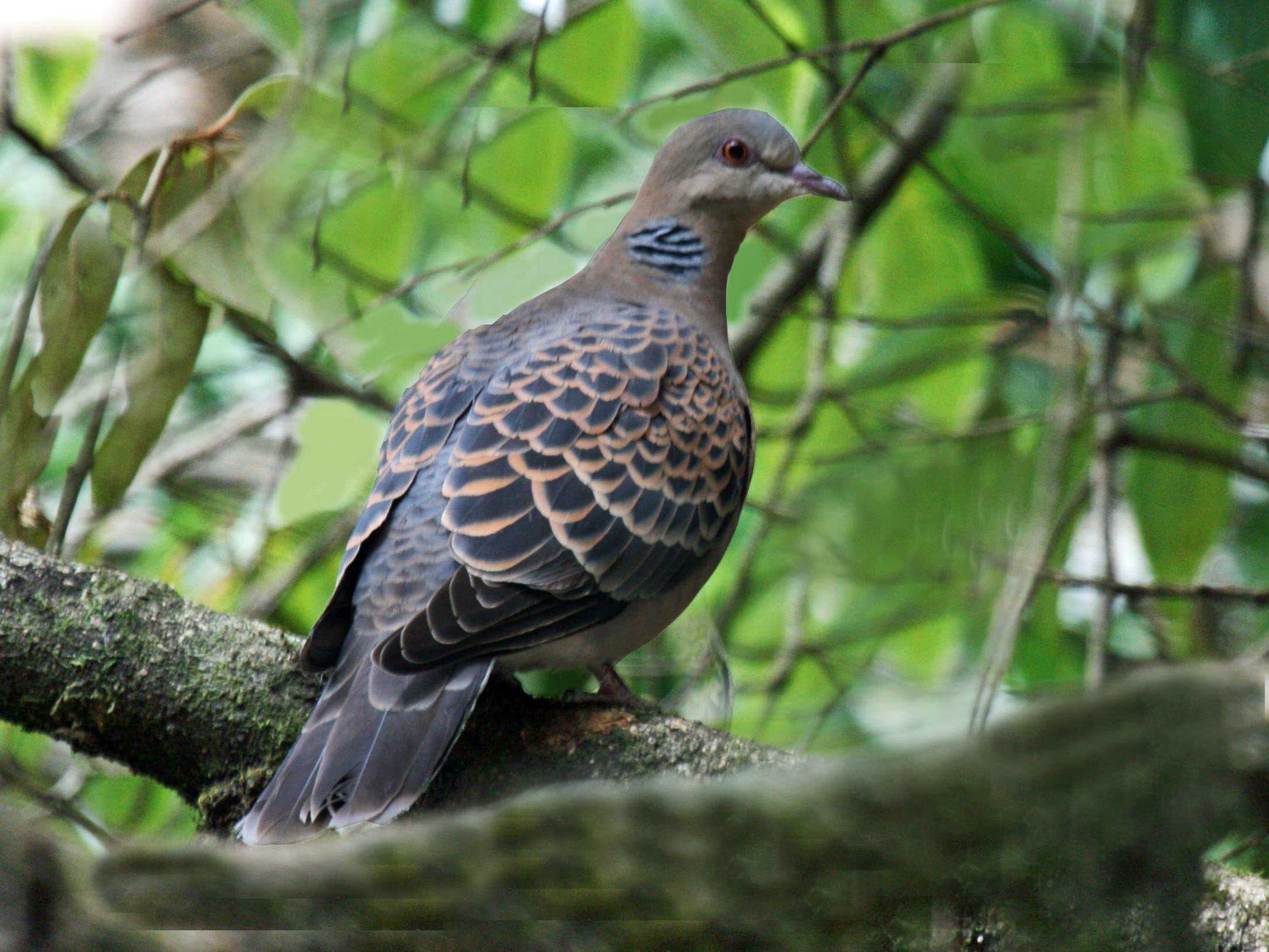
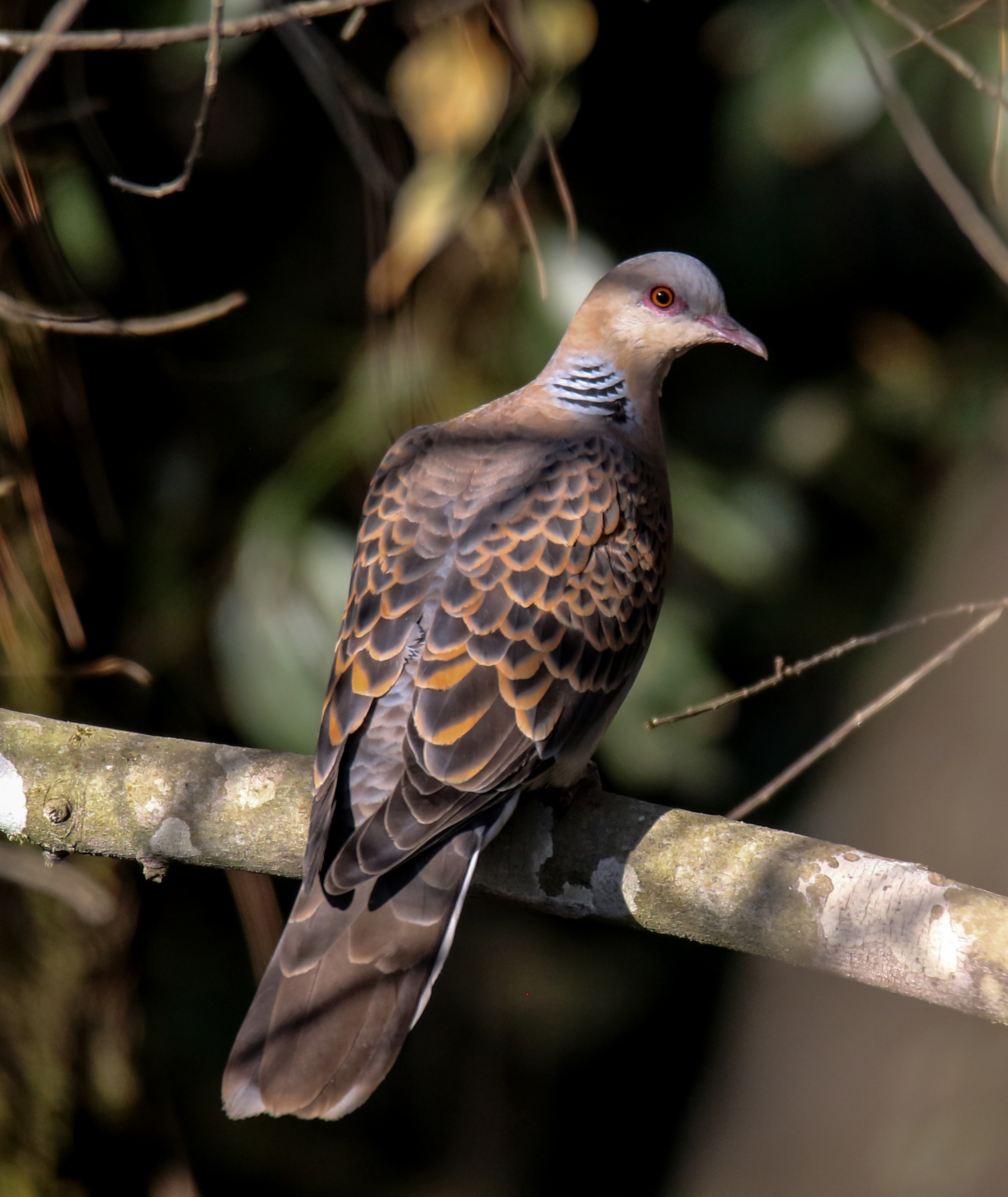